# Дислалия
Дислали́я (др.-греч. δυσ- — приставка, отрицающая положительный смысл слова + λαλιά «речь») — нарушение звукопроизношения при нормальном слухе и отсутствии неврологических расстройств.
Практически может быть нарушено (дислалия) или затруднено (паралалия) произношение любого из звуков родного языка.

## Формы дислалии
По структуре нарушений:
- Мономорфная (простая) — страдает один звук или несколько звуков из одной группы (С-З-Ц или Ш-Ж-Ч)
- Полиморфная (сложная) — страдает несколько звуков из разных групп (С-Р-К-Ш)

По отношению к норме:
- Патологическая — обусловлена нарушением развития речевой системы.
- Физиологическая (возрастная) — варианты звукопроизношения в возрасте до 5 лет, обусловленные недостаточным развитием органов артикуляции. К 5-ти годам проходит сама. Эта единственная форма дислалии, которая присутствует у всех людей на определённом этапе развития, то есть является вариантом нормы.

По наличию органических аномалий:
- Функциональная — нарушение звукопроизношения при отсутствии отклонений в артикуляционном аппарате и функционировании центральной нервной системы, слуховом и периферическом артикуляционном аппарате.
- Органическая (механическая) — обусловлена наследственными, врождёнными или приобретёнными анатомическими дефектами периферического артикуляционного аппарата.

## Причины функциональной дислалии
- Соматические — физическая и неврологическая ослабленность из-за длительных хронических заболеваний организма (расстройство пищеварения, частые простудные заболевания).
- Социальные:

1. Пренебрежение речью ребёнка (родители не исправляют недостатки в речи детей и не демонстрируют образцов правильного звукопроизношения).
2. Двуязычие в семье (родители разговаривают на разных языках, ребёнок вставляет в один язык другой. Например, французский + русский = увулярный звук «Р»).
3. Образцы неправильной речи в окружении ребёнка (по подражанию, не является патологией в строгом смысле этого слова).

- Выбор неправильной артикуляции.
- Недоразвитие фонематического слуха. Физический слух может быть сохранен, а фонематический нарушен.

## Причины органической (механической) дислалии
По механизму формирования дефекта:
- Ненаследственные — связанные со строением органа (языка, десны, зуба и др.).
- Наследственные — передаются из поколения в поколение (редкие зубы, выдвинутая вперёд нижняя челюсть и др.).

По времени формирования дефекта:
- Врождённые — дефекты, сформировавшиеся в период внутриутробного развития.
- Приобретённые — дефекты, возникшие в момент родов или в течение последующей жизни.

## Проявления
Дислалия может проявляться в форме:
- Наиболее частыми являются нарушения произношения свистящих и шипящих звуков (сигматизмы) или их затруднённое произношение (парасигматизмы). Среди них чисто фонетические сигматизмы (межзубный, боковой, губно-зубной, щечный и т. п.) и парасигматизмы (призубный, свистящий, шипящий и т. п.).

- нарушения произношения сонорных звуков л, ль, — ламбдацизм и параламбдацизм.

- нарушения произношения сонорного звука «Р» (рь) — ротацизм и параротацизм. Просторечное «картавость» — нарушения произношения звука [r], замены его на увулярное ʁ, ɣ или даже гортанную смычку [ʔ]. Как правило, картавость в большинстве случаев не является врождённым дефектом речи. Реализация фонемы /r/ как [ʁ] во многих языках (например, французском, немецком) является нормой или вариантом нормы.

- нарушения произношения заднеязычных звуков г, гь, к, кь, х, хь — имеют самостоятельное название: соответственно гаммацизм, каппацизм, хитизм. Некоторыми авторами они объединяются в одну группу «гаммацизм» или «готтентотизм».

- нарушение звука «й» носит название йотацизм.

Редко встречаются нарушения других согласных звуков:
- дефекты звонкости — расстройство звукопроизношения: замена звонких согласных глухими или их смешение [1. с. 126].

- дефекты мягкости — расстройство звукопроизношения: замена мягких согласных твёрдыми или их смешение [1. с. 126].

В логопедии для более точной фиксации в речевой карте используют обозначения: «греч. название буквы + суффикс -изм» для нарушений звукопроизношений и «пара + греч. название буквы + суффикс -изм» для обозначения дефекта, проявляющегося в замене одного звука другим.
Проявления дислалии также называют дефектами звукопроизношения. Помимо дислалии, к дефектам звукопроизношения относят дизартрию, ринолалию.
Дислалия сенсорная (сенсорное косноязычие) является следствием нарушений функций слухового аппарата.
К возрастным особенностям развития относится неправильное произношение некоторых звуков до периода замены молочных зубов на постоянные — молочное косноязычие.